# 그리솜 갱단
《그리솜 갱단》(영어: The Grissom Gang)는 미국에서 제작된 1971년 네오누아르 범죄 드라마 영화이다. 로버트 올드리치가 연출과 제작을 맡고, 킴 다비 등이 출연하였다. 제임스 해들리 체이스의 1939년 소설 〈No Orchids for Miss Blandish〉를 각색했으며, 이 소설에 기반한 이전 영화로는 1948년 영국 영화 《No Orchids for Miss Blandish》(미국 개봉명: Black Dice)가 있다.

## 출연진
- 킴 다비
- 스콧 윌슨
- 토니 무산테이
- 로버트 랜싱
- 코니 스티븐스
- 웨슬리 애디
- 돈 키퍼
- 조이 페이
- 랠프 웨이트
- 핼 베일러

## 기타 제작진
- 배역: 린 스톨매스터
- 의상: 노마 코치